# 多凌告示碑
多凌告示碑指兩塊刻於民国七年（公元1918年）的繁體中文碑文，劝禁縣民愛惜環境和動物，由中華民國新疆省鎮西縣的满族协镇多凌命令製造。兩碑坐落在今天巴里坤县西黑沟的西黑沟多凌告示碑和坐落在冰沟的冰沟多凌告示碑。其中西黑沟碑文愛惜環境的勸告，在当时不仅是新疆第一且在中国也并不多见。2014年3月，两碑同时列入第七批新疆维吾尔自治区文物保护单位。

## 西黑沟多凌告示碑
西黑沟位于天山山脉东部，新疆维吾尔自治区巴里坤哈萨克自治县西南8公里的花园乡南园子村南。西黑沟多凌告示碑位于沟口，河谷西侧。告示碑为一块完整的花岗岩石块，碑宽近3.5米，厚超过3米，高2.4米。石块有相对平整的顶部，石块形状下宽上窄。新疆省迪化道鎮西縣的满族协镇（绿营副将）多凌于民国七年（公元1918年）刻此碑，目的是劝禁规劝当地的乡民和兵丁，禁止其对森林乱砍乱伐，禁止捕杀生活在这里的鹿，保护当地水源。
西黑沟多凌告示碑东侧顶部刻有横书“本协镇多示”，后跟碑文共六行，每行四字：“蒲海瑶岛，山高水长。西河松景，泉源保障。鹿乃仁兽，不可残伤。”告示碑的西北侧刻有横书“云峰山”以及刻有竖书“民国七年”的字样。告示碑东北角则刻有竖书两行“军民不准砍伐”六字。而石块西侧和南侧则被现代人刻有文字，对石碑造成了影响。

## 冰沟多凌告示碑
巴里坤哈萨克自治县东南6公里有一冰沟，冰沟沟口处有另一块呈现不规则三角形的花岗岩告示碑，就是冰沟多凌告示碑。碑宽1.7米，厚1.7米，高2米。立碑目的为劝禁人们在此捕猎。碑首横书“协镇多示”四字。碑文竖书两行，内容为“水泉山景，禁止打牲”。后跟“多凌于民国七年颁勒”九字。